# Berstheim
Berstheim est une commune française située en Alsace, dans la circonscription administrative du Bas-Rhin et, depuis le 1er janvier 2021, dans le territoire de la Collectivité européenne d'Alsace, en région Grand Est.

## Géographie

### Localisation
Le village est situé en hauteur entre les vallées de la Zorn et de la Moder à 26 kilomètres au nord de Strasbourg.

### Communes limitrophes
| Huttendorf  | Uhlwiller | Ohlungen     |
|             | Berstheim | Wintershouse |
| Wittersheim | Hochstett | Batzendorf   |

### Hydrographie

#### Réseau hydrographique
La commune est dans le bassin versant du Rhin au sein du bassin Rhin-Meuse. Elle est drainée par le ruisseau le Saltenbach et le ruisseau le Sommerbaechel,.

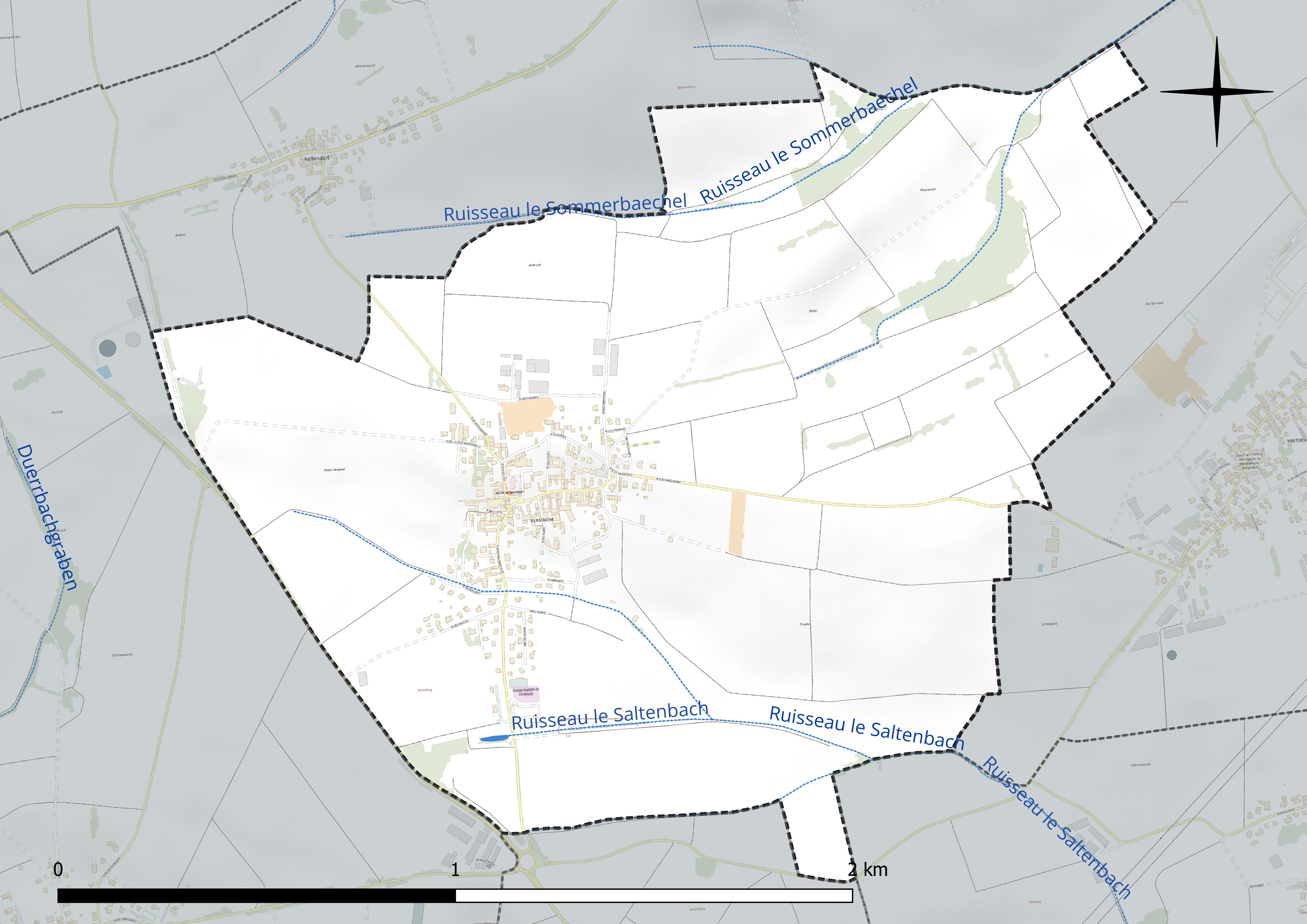
Réseau hydrographique de Berstheim.

#### Gestion et qualité des eaux
Le territoire communal est couvert par le schéma d'aménagement et de gestion des eaux (SAGE) « Moder ». Ce document de planification concerne le bassin versant de la Moder dont le territoire s'étend sur 1 720 km2. Le périmètre a été arrêté le 25 janvier 2006. La commission locale de l'eau a été créée le 12 juillet 2007, puis modifiée le 14 décembre 2021. La structure porteuse de l'élaboration et de la mise en œuvre est le Syndicat des eaux et de l’assainissement Alsace-Moselle (SDEA). 
La qualité des cours d’eau peut être consultée sur un site dédié géré par les agences de l’eau et l’Agence française pour la biodiversité.

### Transports en commun
Le village est desservi en bus du Réseau 67 sur la ligne Pfaffenhoffen - Hœnheim Gare (ligne 201).
| Ligne | Parcours                     | Arrêt Berstheim  |
| ----- | ---------------------------- | ---------------- |
| 201   | Pfaffenhoffen - Hœnheim Gare | Giratoire RD 419 |

### Climat
Pour des articles plus généraux, voir Climat du Grand Est et Climat du Bas-Rhin.
En 2010, le climat de la commune est de type climat des marges montargnardes, selon une étude du Centre national de la recherche scientifique s'appuyant sur une série de données couvrant la période 1971-2000. En 2020, Météo-France publie une typologie des climats de la France métropolitaine dans laquelle la commune est exposée à un climat semi-continental et est dans la région climatique  Vosges, caractérisée par une pluviométrie très élevée (1 500 à 2 000 mm/an) en toutes saisons et un hiver rude (moins de 1 °C). 
Pour la période 1971-2000, la température annuelle moyenne est de 10,3 °C, avec une amplitude thermique annuelle de 17,7 °C. Le cumul annuel moyen de précipitations est de 785 mm, avec 10,2 jours de précipitations en janvier et 10,2 jours en juillet. Pour la période 1991-2020, la température moyenne annuelle observée sur la station météorologique de Météo-France la plus proche, « Waltenheim-sur-zorn », sur la commune de Waltenheim-sur-Zorn à 6 km à vol d'oiseau, est de 11,3 °C et le cumul annuel moyen de précipitations est de 652,2 mm. 
La température maximale relevée sur cette station est de 38 °C, atteinte le 7 août 2015 ; la température minimale est de −14,9 °C, atteinte le 20 décembre 2009,,. 
Les paramètres climatiques de la commune ont été estimés pour le milieu du siècle (2041-2070) selon différents scénarios d'émission de gaz à effet de serre à partir des nouvelles projections climatiques de référence DRIAS-2020. Ils sont consultables sur un site dédié publié par Météo-France en novembre 2022.

## Urbanisme

### Typologie
Au 1er janvier 2024, Berstheim est catégorisée commune rurale à habitat dispersé, selon la nouvelle grille communale de densité à sept niveaux définie par l'Insee en 2022.
Elle est située hors unité urbaine. Par ailleurs la commune fait partie de l'aire d'attraction de Strasbourg (partie française), dont elle est une commune de la couronne,. Cette aire, qui regroupe 268 communes, est catégorisée dans les aires de 700 000 habitants ou plus (hors Paris),.

### Occupation des sols
L'occupation des sols de la commune, telle qu'elle ressort de la base de données européenne d’occupation biophysique des sols Corine Land Cover (CLC), est marquée par l'importance des territoires agricoles (89,7 % en 2018), en diminution par rapport à 1990 (91,9 %). La répartition détaillée en 2018 est la suivante : 
terres arables (89,7 %), zones urbanisées (10,3 %). L'évolution de l’occupation des sols de la commune et de ses infrastructures peut être observée sur les différentes représentations cartographiques du territoire : la carte de Cassini (XVIIIe siècle), la carte d'état-major (1820-1866) et les cartes ou photos aériennes de l'IGN pour la période actuelle (1950 à aujourd'hui).

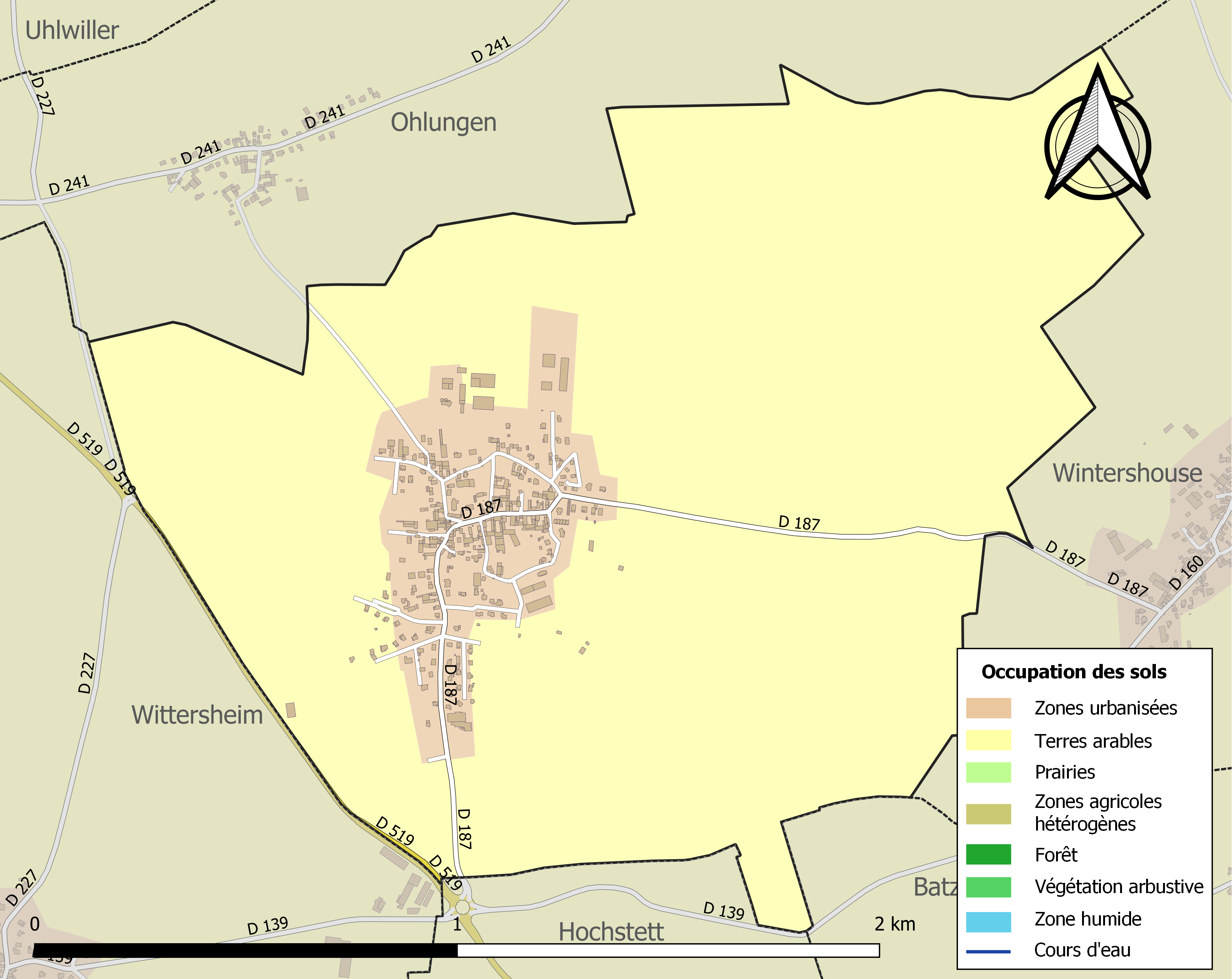
Carte des infrastructures et de l'occupation des sols de la commune en 2018 (CLC).

## Histoire

### Un village du grand-bailliage de Haguenau
Berstheim est un village du Grand-Bailliage de Haguenau aussi appelé Grand-Bailliage d'Alsace.

### La bataille de Berstheim
Le village est en 1793 le théâtre d'une victoire des armées royalistes de Condé et des Autrichiens sur les forces de la Révolution française.

### Exploitation du pétrole
Les premiers gisements sont découverts en 1914. Berstheim est connecté par oléoduc souterrain à Pechelbronn. 120 pompes fonctionnent déjà en 1947 et de nouveaux gisements très faciles à exploiter car peu profonds sont découverts au point que l'un des nouveaux puits de forage de 30 mètres de haut, fonctionne jour et nuit. Berstheim est le plus important champ de pétrole du réseau de Pechelbronn qui est la plus grande zone d'exploitation de pétrole en France.

## Politique et administration

### Liste des maires
| Période                                  | Période                   | Identité                                    | Étiquette | Qualité     |
| ---------------------------------------- | ------------------------- | ------------------------------------------- | --------- | ----------- |
| Les données manquantes sont à compléter. |                           |                                             |           |             |
| 1953                                     | 1959                      | Joseph Steinmetz                            |           |             |
| 1959                                     | 1971                      | Joseph Kieffer (n° 43)                      |           | Agriculteur |
| 1971                                     | 1983                      | Joseph Gass                                 |           |             |
| 1983                                     | 1989                      | Rémy Ellermann                              |           |             |
| 1989                                     | 2001                      | Étienne Ellermann                           |           |             |
| 2001                                     | 2014                      | Alphonse Kieffer                            |           |             |
| 2014                                     | En cours (au 31 mai 2020) | Rémy Gottri, Réélu pour le mandat 2020-2026 |           | Paysagiste  |

## Population et société

### Démographie
L'évolution du nombre d'habitants est connue à travers les recensements de la population effectués dans la commune depuis 1793. Pour les communes de moins de 10 000 habitants, une enquête de recensement portant sur toute la population est réalisée tous les cinq ans, les populations de référence des années intermédiaires étant quant à elles estimées par interpolation ou extrapolation. Pour la commune, le premier recensement exhaustif entrant dans le cadre du nouveau dispositif a été réalisé en 2006.

En 2022, la commune comptait 513 habitants, en évolution de +17,12 % par rapport à 2016 (Bas-Rhin : +3,17 %, France hors Mayotte : +2,11 %).
| 1793 | 1800 | 1806 | 1821 | 1831 | 1836 | 1841 | 1846 | 1851 |
| ---- | ---- | ---- | ---- | ---- | ---- | ---- | ---- | ---- |
| 203  | 210  | 235  | 334  | 325  | 346  | 344  | 352  | 322  |

| 1856 | 1861 | 1866 | 1871 | 1875 | 1880 | 1885 | 1890 | 1895 |
| ---- | ---- | ---- | ---- | ---- | ---- | ---- | ---- | ---- |
| 311  | 334  | 317  | 302  | 315  | 327  | 340  | 333  | 317  |

| 1900 | 1905 | 1910 | 1921 | 1926 | 1931 | 1936 | 1946 | 1954 |
| ---- | ---- | ---- | ---- | ---- | ---- | ---- | ---- | ---- |
| 281  | 291  | 276  | 282  | 276  | 271  | 260  | 268  | 220  |

| 1962 | 1968 | 1975 | 1982 | 1990 | 1999 | 2006 | 2011 | 2016 |
| ---- | ---- | ---- | ---- | ---- | ---- | ---- | ---- | ---- |
| 228  | 231  | 243  | 264  | 310  | 357  | 365  | 419  | 438  |

| 2021 | 2022 | - | - | - | - | - | - | - |
| ---- | ---- | - | - | - | - | - | - | - |
| 490  | 513  | - | - | - | - | - | - | - |

## Culture locale et patrimoine

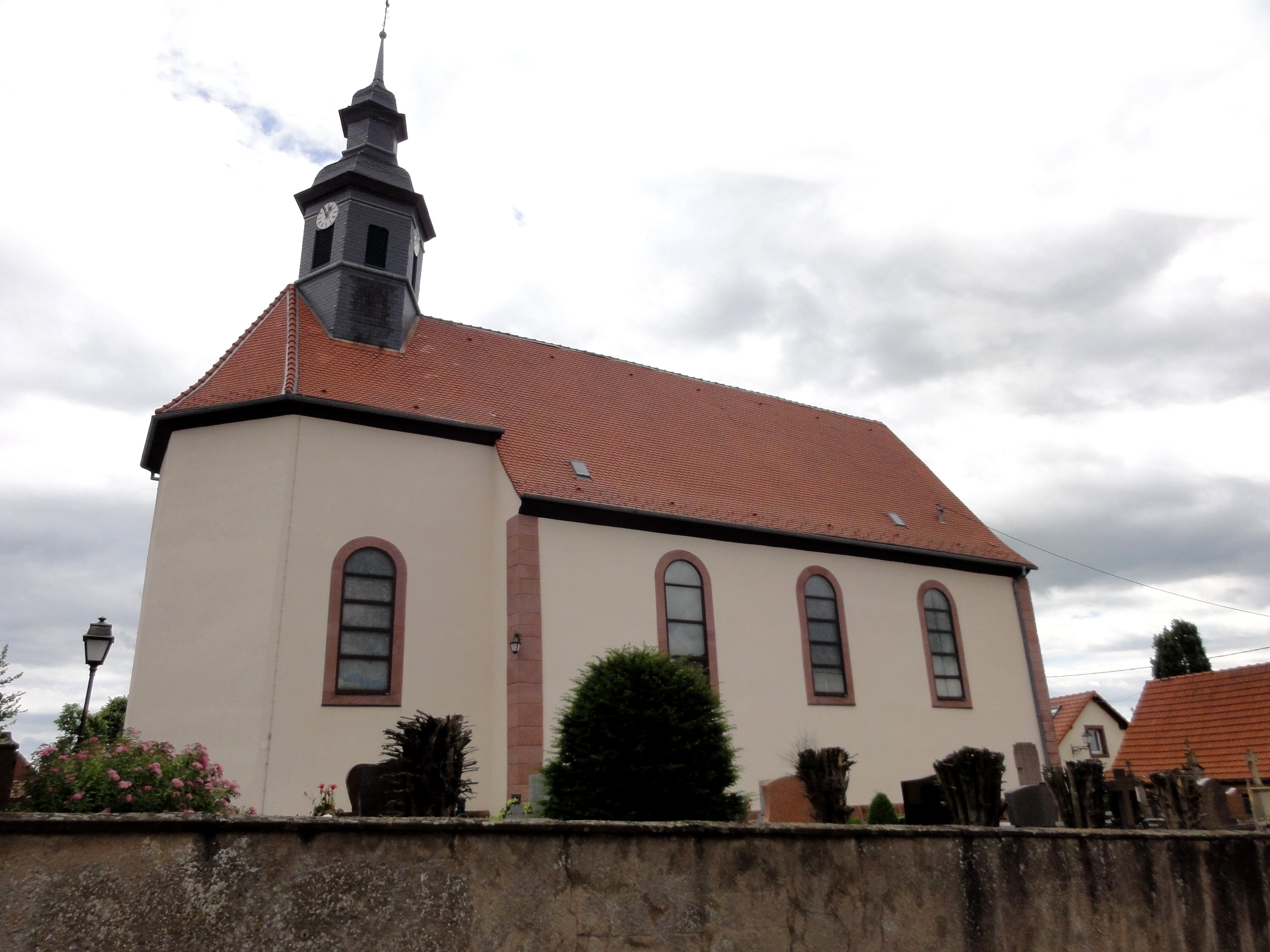
L'église Saint-Martin.

### Lieux et monuments
- Église Saint-Martin.

Saint Martin partageant son manteau, peinture du panneau (1859) de Carola Sorg.
- Croix et calvaires de la fin du XVIIe et du XIXe siècle.

Un de ces calvaires se situe à gauche du début de la route de Haguenau en venant du centre du village.
L'inscription située sur le flanc gauche est : « Offert par la société des cyclistes chrétiens St Martin ». Les inscriptions à droite sont : « Erigée : 1851.  Détruite : 1945.  Restauré : 1949. » Il s'agit d'une croix avec le Christ montée sur un socle vigoureux et entourée d'une clôture basse. Sur la niche située au pied de la croix, on lit : « A nos morts ». Le panneau rectangulaire situé en dessous porte l'inscription suivante :  « O Croix Ave. Spes Unica. Mon Jésus, misericordei. (Indulg 300 J) ». Ce qui se traduit par « Salut ô Croix, unique espoir. Mon Jésus, pitié. 300 jours d'indulgence. » On peut comprendre qu'une bonne prière faite au pied de cette croix accorde 300 jours d'indulgence. Enfin, sur le second panneau gravé dans la pierre est écrit : « Remerciements des survivants de la guerre pour la protection de la commune. »

### Héraldique
| Blason de Berstheim | Blason  | D'azur à Saint Martin équestre d'or sur un cheval d'argent. |
| Blason de Berstheim | Détails |                                                             |